# Patrick Rydman
Patrick Rydman, född 1969, är en svensk sångare, musiker, producent och låtskrivare. Han har arbetat inom flera genrer, bland annat jazz, pop, körmusik och musik för barn.
Rydman skriver sitt eget material. Patrick Rydman har producerat andra artister, verkat som teatermusiker och kompositör för scen och radio och varit sångsolist med Bohuslän Big Band vid ett flertal produktioner.
På hans debutalbum I Will Do It (Footprint Records 2008) medverkar bland annat Fabian Kallerdahl (klaviatur), Josef Kallerdahl (bas), Henrik Cederblom (gitarr) och Miko Rezler (trummor). Han har också givit ut CD:n Catwalk (Imogena 2010) tillsammans med Anders Persson, och en andra soloskiva, What Took You So Long (Footprint Records 2011), Leaving a Memory(Tutl 2018), under projektnamnet Sawdust & Rust, samt EP:n You Plus One (Moonscape Music 2025),  tillsammans med Mark Davis . Utgivna verk för kör är bland annat Höst och Missa Nagai, båda utgivna på Ejeby förlag. Patrick är även medlem i sångensemblen Amanda, grupperna My Quiet Companion och True North, samt aktiv i musik- dans- och teaterkollektivet Big Wind.
Patrick har också skrivit två musikaler, Närmare Kanten (2019) och Dead or Alive (2022), den senare ett beställningverk för Malmö Opera. I musikalsammanhang arbetar han i musikalkollektivet Rooftop Musicals, bla tillsammans med Martin Schaub.
Som producent för andra artister har han bla rönt uppmärksamhet för Fia Ekbergs fullängdsdebut Bangatan samt Nils Pilerots album Columbus, Blått och Mist.
Rydman har också skrivit J-pop för den Asiatiska marknanden, där bla gruppen Octpath spelat in hans låt Present (skriven med Nicklas Eklund, Andrea Nocera och Anna Kusakawa).